# Seznam hlav států v roce 2016
V seznamu hlav států v roce 2016 jsou uvedeni nejvyšší představitelé všech nezávislých států, kteří vládli v roce 2016. Seznam je seřazen abecedně podle světadílů. Jsou zde uvedeny nejvyšší hlavy států (prezidenti, králové, atd.) a předsedové vlád (pokud taková funkce existuje), případně i další významné státní funkce (typicky generální guvernér zastupující britskou královnu nebo faktické hlavy států, pokud se liší od nominálních hlav).
V seznamu je uvedeno i několik území se sporným mezinárodním postavením, která jsou de facto nezávislá, de iure jsou ale součástí některého jiného státu.

## Afrika
| Název státu                  | Státní vlajka | Hlava státu | Předseda vlády |
| ---------------------------- | ------------- | --- | --- |
| Alžírsko                     |               | prezident Abdelazíz Buteflika | Abdelmalek Sellal |
| Angola                       |               | prezident José Eduardo dos Santos | José Eduardo dos Santos |
| Benin                        |               | prezident Yayi Boni (do 6. 4.) prezident Patrice Talon (od 6. 4.) | Lionel Zinsou (do 6. 4.) Patrice Talon (od 6. 4.) |
| Botswana                     |               | prezident Ian Khama | Ian Khama |
| Burkina Faso                 |               | prezident Roch Marc Christian Kaboré | Isaac Zida (do 13. 1.) Paul Kaba Thieba (od 13. 1.) |
| Burundi                      |               | prezident Pierre Nkurunziza | Pierre Nkurunziza |
| Čad                          |               | prezident Idriss Déby | Kalzeubé Pahimi Deubet (do 15. 2.) Albert Pahimi Padacké (od 15. 2.) |
| DR Kongo                     |               | prezident Joseph Kabila | Augustin Matata Ponyo Mapon (do 19.12.) Samy Badibanga (od 19. 12.) |
| Džibutsko                    |               | prezident Ismaïl Omar Guelleh | Abdoulkader Kamil Mohamed |
| Egypt                        |               | prezident Abd al-Fattáh as-Sísí | Sherif Ismail |
| Eritrea                      |               | prezident Isaias Afwerki | Isaias Afwerki |
| Etiopie                      |               | prezident Mulatu Teshome Wirtu | Hailemariam Desalegn |
| Gabon                        |               | prezident Ali Bongo Ondimba | Daniel Ona Ondo (do 29. 9.) Emmanuel Issoze-Ngondet (od 29. 9.) |
| Gambie                       |               | prezident Yahya Jammeh | Yahya Jammeh |
| Ghana                        |               | prezident John Dramani Mahama | John Dramani Mahama |
| Guinea                       |               | prezident Alpha Condé | Mamady Youla |
| Guinea-Bissau                |               | prezident José Mário Vaz | Carlos Correia (do 27. 5.) Baciro Djá (od 27. 5. do 18. 11.) Umaro Sissoco Embalo (od 18. 11.) |
| Jihoafrická republika        |               | prezident Jacob Zuma | Jacob Zuma |
| Jižní Súdán                  |               | prezident Salva Kiir Mayardit | Salva Kiir Mayardit |
| Kamerun                      |               | prezident Paul Biya | Philémon Yang |
| Kapverdy                     |               | prezident Jorge Carlos Fonseca | José Maria Neves (do 22. 4.) Ulisses Correia e Silva (od 22. 4.) |
| Keňa                         |               | prezident Uhuru Kenyatta | Uhuru Kenyatta |
| Komory                       |               | prezident Ikililou Dhoinine (do 26. 5.) prezident Azali Assoumani (od 26. 5.)                                                                                            | Ikililou Dhoinine (do 26. 5.) Azali Assoumani (od 26. 5.) |
| Lesotho                      |               | král Letsie III. | Pakalitha Mosisili |
| Libérie                      |               | prezidentka Ellen Johnsonová-Sirleafová | Ellen Johnsonová-Sirleafová |
| Libye                        |               | předseda poslanecké sněmovny Akila Saleh Issa předseda Generálního národního kongresu Nouri Abusahmain (do 5. 4.) předseda Prezidentské rady Fayez al-Sarraj (od 30. 5.) | Abdullah al-Thani Khalifa al-Ghawil (do 5. 4., znovu od 14. 10.) (předseda Vlády národní spásy) Fayez al-Sarraj (od 5. 4.) (předseda Vlády národní jednoty) Omar al-Hassi (od 1. 12.) (předseda vlády Vrchní revoluční rady) |
| Madagaskar                   |               | prezident Hery Rajaonarimampianina | Jean Ravelonarivo (do 13. 4.) Olivier Mahafaly Solonandrasana (od 13. 4.) |
| Malawi                       |               | prezident Peter Mutharika | Peter Mutharika |
| Mali                         |               | prezident Ibrahim Boubacar Keïta | Modibo Keita |
| Maroko                       |               | král Mohamed VI. | Abdelilah Benkirane |
| Mauricius                    |               | prezidentka Ameenah Guribová | Sir Anerood Jugnauth |
| Mauritánie                   |               | prezident Mohamed Ould Abdel Aziz | Yahya Ould Hademine |
| Mosambik                     |               | prezident Filipe Nyusi | Carlos Agostinho do Rosário |
| Namibie                      |               | prezident Hage Geingob | Saara Kuugongelwa-Amadhila |
| Niger                        |               | prezident Mahamadou Issoufou | Brigi Rafini |
| Nigérie                      |               | prezident Muhammadu Buhari | Muhammadu Buhari |
| Pobřeží slonoviny            |               | prezident Alassane Ouattara | Daniel Kablan Duncan |
| Republika Kongo              |               | prezident Denis Sassou-Nguesso | Isidore Mvouba (do 23. 4.) Clément Mouamba (od 23. 4.) |
| Rovníková Guinea             |               | prezident Teodoro Obiang Nguema Mbasogo | Vicente Ehate Tomi (do 23. 6.) Francisco Pascual Obama Asue (od 23. 6.) |
| Rwanda                       |               | prezident Paul Kagame | Anastase Murekezi |
| Senegal                      |               | prezident Macky Sall | Mohamed Dionne |
| Seychely                     |               | prezident James Michel (do 16. 10.) prezident Danny Faure (od 16. 10.)                                                                                                   | James Michel (do 16. 10.) Danny Faure (od 16. 10.) |
| Sierra Leone                 |               | prezident Ernest Bai Koroma | Ernest Bai Koroma |
| Somálsko                     |               | prezident Hassan Sheikh Mohamud | Omar Abdirashid Ali Sharmarke |
| Středoafrická republika      |               | prezidentka Catherine Samba-Panza (do 30. 3.) prezident Faustin-Archange Touadéra (od 30. 3.)                                                                            | Mahamat Kamoun (do 2. 4.) Simplice Sarandji (od 2. 4.) |
| Súdán                        |               | prezident Umar al-Bašír | Umar al-Bašír |
| Svatý Tomáš a Princův ostrov |               | prezident Manuel Pinto da Costa (do 3. 9.) prezident Evaristo Carvalho (od 3. 9.)                                                                                        | Patrice Trovoada |
| Svazijsko                    |               | král Mswati III. | Barnabas Sibusiso Dlamini |
| Tanzanie                     |               | prezident John Magufuli | Kassim Majaliwa |
| Togo                         |               | prezident Faure Gnassingbé | Komi Selom Klassou |
| Tunisko                      |               | prezident Kaíd Sibsí | Habib Essid (do 27. 8.) Youssef Chahed (od 27. 8.) |
| Uganda                       |               | prezident Yoweri Museveni | Ruhakana Rugunda |
| Zambie                       |               | prezident Edgar Lungu | Edgar Lungu |
| Zimbabwe                     |               | prezident Robert Mugabe | Robert Mugabe |

## Asie
| Název státu             | Státní vlajka | Hlava státu | Předseda vlády |
| ----------------------- | ------------- | --- | --- |
| Afghánistán             |               | prezident Ašraf Ghaní | Abdulláh Abdulláh (tzv. výkonný premiér) |
| Arménie                 |               | prezident Serž Sarkisjan | Hovik Abrahamyan (do 13. 9.) Karen Karapetyan (od 13. 9.) |
| Ázerbájdžán             |               | prezident Ilham Alijev | Artur Rasizada |
| Bahrajn                 |               | král Hamad bin Ísá Ál Chalífa | Chalífa ibn Salmán Al Chalífa |
| Bangladéš               |               | prezident Abdul Hamid | Šajch Hasína Vadžídová |
| Bhútán                  |               | král Džigme Khesar Namgjel Wangčhug | Tshering Tobgay |
| Brunej                  |               | sultán Hassanal Bolkiah | Hassanal Bolkiah |
| Čína                    |               | prezident Si Ťin-pching | Li Kche-čchiang |
| Filipíny                |               | prezident Benigno Aquino III. (do 30. 6.) prezident Rodrigo Duterte (od 30. 6.)                                                                                            | Benigno Aquino III. (do 30. 6.) Rodrigo Duterte (od 30. 6.) |
| Gruzie                  |               | prezident Giorgi Margvelašvili | Giorgi Kvirikašvili |
| Indie                   |               | prezident Pranab Mukherdží | Naréndra Módí |
| Indonésie               |               | prezident Joko Widodo | Joko Widodo |
| Irák                    |               | prezident Fuád Masúm | Hajdar Abádí |
| Írán                    |               | duchovní vůdce (faktická hlava státu) Sajjid Alí Chameneí | prezident (nominální hlava státu) Hasan Rúhání |
| Izrael                  |               | prezident Re'uven Rivlin | Benjamin Netanjahu |
| Japonsko                |               | císař Akihito | Šinzó Abe |
| Jemen                   |               | prezident Abd Rabú Mansúr Hádí prezident Nejvyššího revolučního výboru Mohammed Alí al-Houtí (do 15. 8.) předseda Nejvyšší politické rady Salih Ali al-Samad (od 15. 8.)   | Khaled Bahah (do 3. 4.) Ahmad Ubajd bin Daghr (od 4. 4.) Talal Aklan (do 4. 10.) (úřadující předseda vlády Nejvyšší politické rady) Abdul Aziz Bin Habtour (od 4. 8.) (předseda vlády Nejvyšší politické rady) |
| Jižní Korea             |               | prezidentka Pak Kun-hje (od 9.12. suspendována) zastupující prezident Hwang Kjo-an (od 9. 12.)                                                                             | Hwang Kjo-an |
| Jordánsko               |               | král Abdalláh II. | Abdalláh Ensúr (do 1. 6.) Hani al-Mulki (od 1. 6.) |
| Kambodža                |               | král Norodom Sihamoni | Hun Sen |
| Katar                   |               | emír Tamím bin Hamad Ál Thání | Abdalláh bin Násir Chalífa Sání |
| Kazachstán              |               | prezident Nursultan Nazarbajev | Karim Masimov (do 8. 9.) Bakytzhan Sagintayev (od 8. 9. do 9. 9. dočasný, poté řádný) |
| Kuvajt                  |               | emír Sabah al-Ahmad as-Sabah | Džábir Mubárak Hamad Sabah |
| Kyrgyzstán              |               | prezident Almazbek Atambajev | Temir Sariev (do 13. 4.) Sooronbaj Žeenbekov (od 13. 4.) |
| Laos                    |               | prezident Čumaly Sayason (do 19. 4.) prezident Bunnhang Voračith (od 19. 4.)                                                                                               | Thongsing Thammavong (do 19. 4.) Thongloun Sisoulith (od 19. 4.) |
| Libanon                 |               | dočasný prezident Tammám Salám (do 31. 10.) prezident Michel Aoun (od 31. 10.)                                                                                             | Tammám Salám (do 18. 12.) Saad Harírí (od 18. 12.) |
| Malajsie                |               | sultán Tuanku Abdul Halim Mu'adzam Shah (do 12. 12.) sultán Muhammad V. Kelantanský (od 12. 12.)                                                                           | Najib Tun Razak |
| Maledivy                |               | prezident Abdalláh Jamín | Abdalláh Jamín |
| Mongolsko               |               | prezident Cachjagín Elbegdordž | Chimed Saikhanbileg (do 7. 7.) Jargaltulga Erdenebat (od 7. 7.) |
| Myanmar                 |               | prezident Thein Sein (do 30. 3.) prezident Tchin Ťjo (od 30. 3.) | Tchin Ťjo (de facto do 6. 4) Aun Schan Su Ťij (od 6. 4.) (tzv. státní poradkyně) |
| Nepál                   |               | prezidentka Bidhya Devi Bhandari | Khadga Prasad Sharma Oli (do 4. 8.) Pušpa Kamal Dahal (od 4. 8.) |
| Omán                    |               | sultán Kábús bin Saíd | Kábús bin Saíd |
| Pákistán                |               | prezident Mamnún Husajn | Naváz Šaríf |
| Saúdská Arábie          |               | král Salmán bin Abd al-Azíz | Salmán bin Abd al-Azíz |
| Severní Korea           |               | nejvyšší vůdce Kim Čong-un | Pak Pong Ju |
| Singapur                |               | prezident Tony Tan | Lee Hsien Loong |
| Spojené arabské emiráty |               | emír Chalífa bin Zájid Ál Nahján | Muhammad bin Rášid Ál Maktúm |
| Srí Lanka               |               | prezident Maithripala Sirisena | Ranil Wickremesinghe |
| Sýrie                   |               | prezident Bašár al-Asad | Wá'il al-Halkí (do 3. 7.) Imad Khamis (od 3. 7.) |
| Tádžikistán             |               | prezident Emomalii Rachmon | Kokhir Rasulzoda |
| Thajsko                 |               | král Ráma IX. (do 13. 10.) regent Prem Tinsulanonda (od 13. 10. do 1. 12.) král Ráma X. (od 1. 12.)                                                                        | Prajutch Čan-Oča (vojenský premiér) |
| Turecko                 |               | prezident Recep Tayyip Erdoğan | Ahmet Davutoğlu (do 24. 5.) Binali Yıldırım (od 24. 5.) |
| Turkmenistán            |               | prezident Gurbanguly Berdimuhamedow | Gurbanguly Berdimuhamedow |
| Uzbekistán              |               | prezident Islam Karimov (do 2. 9.) dočasný prezident Nigmatilla Juldašev (od 2. 9. do 8. 9.) prezident Shavkat Mirziyoyev (dočasný od 8. 9. do 14. 12., poté řádně zvolen) | Shavkat Mirziyoyev (do 14. 12.) Abdulla Aripov (od 14. 12.) |
| Vietnam                 |               | prezident Trương Tấn Sang (do 2. 4.) prezident Trần Đại Quang (od 2. 4.)                                                                                                   | Nguyễn Tấn Dũng (do 7. 4.) Nguyễn Xuân Phúc (od 7. 4.) |
| Východní Timor          |               | prezident Taur Matan Ruak | Rui Maria de Araújo |

## Evropa
| Název státu         | Státní vlajka | Hlava státu | Předseda vlády |
| ------------------- | ------------- | --- | --- |
| Albánie             |               | prezident Bujar Nishani | Edi Rama |
| Andorra             |               | spolukníže François Hollande (zastupován Thierrym Latastem do 15. 6., Jean-Pierrem Huguesem od 15. 6.) a spolukníže biskup Joan Enric Vives Sicília (zastupován Josepem Mariou Maurim)                            | Antoni Martí Petit |
| Belgie              |               | král Filip | Charles Michel |
| Bělorusko           |               | prezident Alexandr Lukašenko | Andrej Kobjakov |
| Bosna a Hercegovina |               | předsednictvo: Mladen Ivanovič (Srb), Željko Dragan Čovič (Chorvat), Bakir Izetbegović (Bosňák) | Denis Zvizdić |
| Bulharsko           |               | prezident Rosen Plevneliev | Bojko Borisov |
| Černá Hora          |               | prezident Filip Vujanović | Milo Đukanović (do 28. 11.) Duško Marković (od 28. 11.)                                                                                                  |
| Česko               |               | prezident Miloš Zeman | Bohuslav Sobotka |
| Dánsko              |               | královna Markéta II. | Lars Løkke Rasmussen |
| Estonsko            |               | prezident Toomas Hendrik Ilves (do 9. 10.) prezidentka Kersti Kaljulaidová (od 10. 10.) | Taavi Rõivas (do 23. 11.) Jüri Ratas (od 23. 11.) |
| Finsko              |               | prezident Sauli Niinistö | Juha Sipilä |
| Francie             |               | prezident François Hollande | Manuel Valls (do 6. 12.) Bernard Cazeneuve (od 6. 12.)                                                                                                   |
| Chorvatsko          |               | prezidentka Kolinda Grabarová Kitarovičová | Zoran Milanović (do 22. 1.) Tihomir Orešković (od 22. 1. do 19. 10.) Andrej Plenković (od 19. 10.)                                                       |
| Irsko               |               | prezident Michael D. Higgins | Enda Kenny |
| Island              |               | prezident Ólafur Ragnar Grímsson (do 1. 8.) prezident Guðni Thorlacius Jóhannesson (od 1. 8.) | Sigmundur Davíð Gunnlaugsson (do 6. 4.) Sigurður Ingi Jóhannsson (od 6. 4.)                                                                              |
| Itálie              |               | prezident Sergio Mattarella | Matteo Renzi (do 12. 12.) Paolo Gentiloni (od 12. 12.)                                                                                                   |
| Kypr                |               | prezident Nikos Anastasiadis | Nikos Anastasiadis |
| Lichtenštejnsko     |               | kníže Hans Adam II. a regent Alois z Lichtenštejna | Adrian Hasler |
| Litva               |               | prezidentka Dalia Grybauskaitė | Algirdas Butkevičius (do 13. 12.) Saulius Skvernelis (od 13. 12.)                                                                                        |
| Lotyšsko            |               | prezident Raimonds Vejonis | Laimdota Straujumaová (do 11. 2.) Māris Kučinskis (od 11. 2.)                                                                                            |
| Lucembursko         |               | velkovévoda Henri | Xavier Bettel |
| Maďarsko            |               | prezident János Áder | Viktor Orbán |
| Makedonie           |               | prezident Gjorgje Ivanov | Nikola Gruevski (do 18. 1.) Emil Dimitriev (od 18. 1.)                                                                                                   |
| Malta               |               | prezidentka Marie Louise Coleiro Preca | Joseph Muscat |
| Moldavsko           |               | prezident Nicolae Timofti (do 23. 12.) prezident Igor Dodon (od 23. 12.) | Gheorghe Brega (do 20. 1., dočasný) Pavel Filip (od 20. 1.)                                                                                              |
| Monako              |               | kníže Albert II. | Gilles Tonelli (do 1. 2., zastupující) Serge Telle (od 1. 2.)                                                                                            |
| Německo             |               | spolkový prezident Joachim Gauck | spolková kancléřka Angela Merkelová |
| Nizozemsko          |               | král Vilém-Alexandr | Mark Rutte |
| Norsko              |               | král Harald V. | Erna Solbergová |
| Polsko              |               | prezident Andrzej Duda | Beata Szydłová |
| Portugalsko         |               | prezident Aníbal Cavaco Silva (do 9. 3.) prezident Marcelo Rebelo de Sousa (od 9. 3.) | António Costa |
| Rakousko            |               | spolkový prezident Heinz Fischer (do 8. 7.) předsednictvo Národní rady Doris Buresová, Karlheinz Kopf a Norbert Hofer (od 8. 7.)                                                                                  | kancléř Werner Faymann (do 9. 5.) dočasný kancléř Reinhold Mitterlehner (od 9. 5. do 17. 5.) kancléř Christian Kern (od 17. 5.)                          |
| Rumunsko            |               | prezident Klaus Iohannis | Dacian Cioloș |
| Rusko               |               | prezident Vladimir Putin | Dmitrij Medveděv |
| Řecko               |               | prezident Prokopis Pavlopulos | Alexis Tsipras |
| San Marino          |               | kapitáni – regenti Lorella Stefanelli a Nicola Renzi (do 1. 4.) kapitáni - regenti Gian Nicola Berti a Massimo Andrea Ugolini (od 1. 4. do 1. 10.) kapitáni - regenti Marino Riccardi a Fabio Berardi (od 1. 10.) | Lorella Stefanelli a Nicola Renzi (do 1. 4.) Gian Nicola Berti a Massimo Andrea Ugolini (od 1. 4. do 1. 10.) Marino Riccardi a Fabio Berardi (od 1. 10.) |
| Slovensko           |               | prezident Andrej Kiska | Robert Fico |
| Slovinsko           |               | prezident Borut Pahor | Miro Cerar |
| Spojené království  |               | královna Alžběta II. | David Cameron (do 13. 7.) Theresa Mayová (od 13. 7.) |
| Srbsko              |               | prezident Tomislav Nikolić | Aleksandar Vučić |
| Španělsko           |               | král Filip VI. Španělský | Mariano Rajoy |
| Švédsko             |               | král Karel XVI. Gustav | Stefan Löfven |
| Švýcarsko           |               | prezident Johann Schneider-Ammann | Johann Schneider-Ammann |
| Ukrajina            |               | prezident Petro Porošenko | Arsenij Jaceňuk (do 14.4.) Volodymyr Hrojsman (od 14. 4.)                                                                                                |
| Vatikán             |               | papež František | státní sekretář Pietro Parolin |

## Severní a střední Amerika
| Název státu               | Státní vlajka | Hlava státu | Předseda vlády                                                                        |
| ------------------------- | ------------- | --- | ------------------------------------------------------------------------------------- |
| Antigua a Barbuda         |               | královna Alžběta II. – generální guvernér Rodney Williams                                                                              | Gaston Browne                                                                         |
| Bahamy                    |               | královna Alžběta II. – generální guvernérka Dame Marguerite Pindlingová                                                                | Perry Christie                                                                        |
| Barbados                  |               | královna Alžběta II. – generální guvernér Elliott Belgrave                                                                             | Freundel Stuart                                                                       |
| Belize                    |               | královna Alžběta II. – generální guvernér Sir Colville Young                                                                           | Dean Barrow                                                                           |
| Dominika                  |               | prezident Charles Savarin | Roosevelt Skerrit                                                                     |
| Dominikánská republika    |               | prezident Danilo Medina | Danilo Medina                                                                         |
| Grenada                   |               | královna Alžběta II. – generální guvernérka Dame Cécile La Grenade                                                                     | Keith Mitchell                                                                        |
| Guatemala                 |               | prezident Alejandro Maldonado Aguirre (do 14. 1.) prezident Jimmy Morales (od 14. 1.)                                                  | Alejandro Maldonado Aguirre (do 14. 1.) Jimmy Morales (od 14. 1.)                     |
| Haiti                     |               | prezident Michel Martelly (do 7. 2.) dočasný prezident Evans Paul (od 7. 2. do 14. 2.) dočasný prezident Jocelerme Privert (od 14. 2.) | Evans Paul (do 26. 2.) Fritz Jean (od 26. 2. do 28. 3.) Enex Jean-Charles (od 28. 3.) |
| Honduras                  |               | prezident Juan Orlando Hernández | Juan Orlando Hernández                                                                |
| Jamajka                   |               | královna Alžběta II. – generální guvernér Sir Patrick Allen                                                                            | Portia Simpson Miller (do 3. 3.) Andrew Holness (od 3. 3.)                            |
| Kanada                    |               | královna Alžběta II. – generální guvernér David Johnston                                                                               | Justin Trudeau                                                                        |
| Kostarika                 |               | prezident Luis Guillermo Solís | Luis Guillermo Solís                                                                  |
| Kuba                      |               | prezident Raúl Castro | Raúl Castro                                                                           |
| Mexiko                    |               | prezident Enrique Peña Nieto | Enrique Peña Nieto .                                                                  |
| Nikaragua                 |               | prezident Daniel Ortega | Daniel Ortega                                                                         |
| Panama                    |               | prezident Juan Carlos Varela | Juan Carlos Varela                                                                    |
| Salvador                  |               | prezident Salvador Sánchez Cerén | Salvador Sánchez Cerén                                                                |
| Spojené státy americké    |               | prezident Barack Obama | Barack Obama                                                                          |
| Svatá Lucie               |               | královna Alžběta II. – generální guvernérka Pearlette Louisyová                                                                        | Kenny Anthony (do 7. 6.) Allen Chastanet (od 7. 6.)                                   |
| Svatý Kryštof a Nevis     |               | královna Alžběta II. – generální guvernér Sir Samuel Weymouth Tapley Seaton                                                            | Timothy Harris                                                                        |
| Svatý Vincenc a Grenadiny |               | královna Alžběta II. – generální guvernér Sir Frederick Ballantyne                                                                     | Ralph Gonsalves                                                                       |
| Trinidad a Tobago         |               | prezident Anthony Carmona | Keith Rowley                                                                          |

## Jižní Amerika
| Název státu | Státní vlajka | Hlava státu | Předseda vlády |
| ----------- | ------------- | --- | --- |
| Argentina   |               | prezident Mauricio Macri | Mauricio Macri |
| Bolívie     |               | prezident Evo Morales | Evo Morales |
| Brazílie    |               | prezidentka Dilma Rousseffová (12. 5. suspendována, 31. 8. odvolána) prezident Michel Temer (od 12. 5. do 31. 8. zastupující, od 31. 8. řádný) | Dilma Rousseffová (12. 5. suspendována, 31. 8. odvolána) Michel Temer (od 12. 5. do 31. 8. zastupující, od 31. 8. řádný) |
| Ekvádor     |               | prezident Rafael Correa | Rafael Correa |
| Guyana      |               | prezident David Granger | Moses Nagamootoo |
| Chile       |               | prezidentka Michelle Bacheletová | Michelle Bacheletová |
| Kolumbie    |               | prezident Juan Manuel Santos | Juan Manuel Santos |
| Paraguay    |               | prezident Horacio Cartes | Horacio Cartes |
| Peru        |               | prezident Ollanta Humala (do 28. 7.) prezident Pedro Pablo Kuczynski (od 28. 7.)                                                               | Pedro Cateriano (do 28. 7.) Fernando Zavala (od 28. 7.)                                                                  |
| Surinam     |               | prezident Dési Bouterse | Dési Bouterse |
| Uruguay     |               | prezident Tabaré Vázquez | Tabaré Vázquez |
| Venezuela   |               | Nicolás Maduro | Nicolás Maduro |

## Oceánie
| Název státu                  | Státní vlajka | Hlava státu | Předseda vlády                                                                            |
| ---------------------------- | ------------- | --- | ----------------------------------------------------------------------------------------- |
| Austrálie                    |               | královna Alžběta II. – generální guvernér Sir Peter Cosgrove | Malcolm Turnbull                                                                          |
| Federativní státy Mikronésie |               | prezident Peter M. Christian | Peter M. Christian                                                                        |
| Fidži                        |               | prezident Jioji Konrote | Frank Bainimarama                                                                         |
| Kiribati                     |               | prezident Anote Tong (do 11. 3.) prezident Taneti Maamau (od 11. 3.) | Anote Tong (do 11. 3.) Taneti Maamau (od 11. 3.)                                          |
| Marshallovy ostrovy          |               | prezident Jurelang Zedkaia (do 11. 1.) prezident Casten Nemra (od 11. 1. do 28. 1.) prezidentka Hilda Heineová (od 28. 1.)                                                              | Jurelang Zedkaia (do 11. 1.) Casten Nemra (od 11. 1. do 28.1.) Hilda Heineová (od 28. 1.) |
| Nauru                        |               | prezident Baron Waqa | Baron Waqa                                                                                |
| Nový Zéland                  |               | královna Alžběta II. – generální guvernér Sir Jerry Mateparae (do 31. 8.) správkyně vlády Dame Sian Eliasová (od 31. 8. do 28. 9.) generální guvernérka Dame Patsy Reddyová (od 28. 9.) | John Key (do 12. 12.) Bill English (od 12. 12.)                                           |
| Palau                        |               | prezident Tommy Remengesau | Tommy Remengesau                                                                          |
| Papua Nová Guinea            |               | královna Alžběta II. – generální guvernér Sir Michael Ogio | Sir Michael Somare                                                                        |
| Samoa                        |               | náčelník Tufuga Efi | Tuilaepa Aiono Sailele Malielegaoi                                                        |
| Šalomounovy ostrovy          |               | královna Alžběta II. – generální guvernér Frank Kabui | Manasseh Sogavare                                                                         |
| Tonga                        |               | král Tupou VI. | ʻAkilisi Pōhiva                                                                           |
| Tuvalu                       |               | královna Alžběta II. – generální guvernér Iakoba Taeia Italeli | Enele Sopoaga                                                                             |
| Vanuatu                      |               | prezident Baldwin Lonsdale | Sato Kilman (do 11. 2.) Charlot Salwai (od 11. 2.)                                        |

## Státy se sporným mezinárodním uznáním
| Název státu      | Státní vlajka | Hlava státu | Předseda vlády |
| ---------------- | ------------- | --- | --- |
| Abcházie         |               | prezident Raul Chadžimba | Artur Mikvabija (do 26. 7.) Šamil Adzynba (od 26. 7. do 5. 8., dočasný) Beslan Bartsits (od 5. 8.)                   |
| Jižní Osetie     |               | prezident Leonid Tibilov | Domenty Kulumbegov                                                                                                   |
| Kosovo           |               | prezidentka Atifete Jahjaga (do 7. 4.) prezident Hashim Thaçi (od 7. 4.)                                                        | Isa Mustafa |
| Náhorní Karabach |               | prezident Bako Sahakyan | Arayik Harutyunyan                                                                                                   |
| Severní Kypr     |               | prezident Mustafa Akinci | Ömer Kalyoncu (do 16. 4.) Hüseyin Özgürgün (od 16. 4.)                                                               |
| Palestina        |               | prezident Mahmúd Abbás | Rami Hamdallah |
| Tchaj-wan        |               | prezident Ma Jing-ťiou (do 20. 5.) prezidentka Cchaj Jing-wen (od 20. 5.)                                                       | Mao Či-kuo (do 18. 1.) Simon Chang (od 18. 1. do 1. 2. zastupující, od 1. 2. do 20. 5. řádný) Lin Čchüan (od 20. 5.) |
| Západní Sahara   |               | prezident Mohamed Abdelaziz (do 31. 5.) dočasný prezident Khatri Addouh (od 31. 5. do 9. 7.) prezident Ibrahim Ghali (od 9. 7.) | Abdelkader Taleb Oumar                                                                                               |